# Boussac, Creuse
Boussac este o comună în departamentul Creuse din centrul Franței. În 2009 avea o populație de 1.380 de locuitori.

## Evoluția populației
| An        | 1975  | 1982  | 1990  | 1999  | 2006  | 2009  |
| --------- | ----- | ----- | ----- | ----- | ----- | ----- |
| Populație | 1.933 | 1.852 | 1.652 | 1.602 | 1.436 | 1.380 |